# 大叶隔距兰
大叶隔距兰（学名：Cleisostoma racemiferum）为兰科隔距兰属下的一个种。

## 扩展阅读
- 維基物種上的相關：大叶隔距兰